# Club Independiente (Tandil)
El Club Independiente es un club atlético, deportivo y social de Argentina. Su sede y su estadio se encuentran en la ciudad de Tandil, ubicada en el interior de la provincia de Buenos Aires. Su fundación se centra el día 9 de julio de 1918, en la ciudad de Tandil.
Es el más importante de su ciudad a nivel de número de socios que posee, disciplinas que se practican en él y competencias profesionales en las que participa. Su actividad más destacada es el tenis, siendo su cantera disparador de tenistas de gran nivel mundial de la talla de Juan Martín Del Potro, Diego Junqueira, Franco Davín, Guillermo Pérez Roldán, Juan Mónaco, Mariana Pérez Roldán, Mariano Zabaleta, Máximo González y Patricia Tarabini.
En fútbol, compite únicamente en la Unión Regional Deportiva, luego de haber disputado el Torneo Federal B y renunciar a participar del Torneo Regional Federal Amateur de 2019, la cuarta división para los equipos indirectamente afiliados a AFA. Además, participa en la liga regional de su ciudad, la Liga Tandilense de fútbol.
En básquet disputa el Torneo Federal, mientras que en hockey femenino el Torneo Preparación de Tandil y Olavarría.

## Historia
Fue fundado el 9 de julio de 1918 por un grupo de estudiantes y comerciantes de la ciudad, bajo el nombre de Independiente Foot Ball boxing Club. Rápidamente se afilió a la Liga Tandilense, donde obtuvo su primer título en 1929.

### Paso por el Regional
Luego de su segundo título, en 1936, debió esperar casi 50 años para ganar otro.
En 1982 ganó su tercer campeonato y se clasificó al Torneo Regional, certamen organizado por el Consejo Federal para los clubes del interior, que otorgaba plazas al Campeonato Nacional de la Primera División de la AFA.
El 31 de octubre de 1982, hizo su debut en la AFA, venciendo por 3 a 0 a su homónimo de General Madariaga. Cerró la primera rueda de la Zona 4 del Grupo 1 invicto, con solo 1 empate ante su homónimo de Necochea. Inició la segunda rueda cayendo en General Maradiaga. Llegó a la última fecha con la obligación de vencer a Alvarado, a quien había vencido en Mar del Plata, para clasificar al cuadrangular final; pero el 9 de enero de 1983, terminó cayendo por 3 a 1 en Tandil y se despidió del torneo.
En 1985, ganó su cuarto título en la Liga y se clasificó al último Regional, que otorgaría cupos a la Liguilla Pre-Libertadores 1986, debido a que ya no se disputaban los Nacionales. Compitió en el Grupo B de la Zona Este, donde realizó una campaña moderada, quedando lejos de clasificar a la siguiente fase. El 22 de diciembre, venció por 2 a 0 a Ferro de Dolores en su último triunfo en el cartamen; y se despidió del mismo cayendo por 2 a 1 ante Unión de Olmos, el día 29.

### Paso por el Torneo del Interior
En 1989 ganó su quinto título en la Liga y se clasificó al Torneo del Interior, certamen organizado por el Consejo Federal para los clubes del interior, con posibilidad de ascenso al Campeonato Nacional B, certamen que desde 1986 ocupó la segunda categoría del fútbol argentino. El 26 de noviembre de 1989, debutó en el torneo empatando 0 a 0 con Ever Ready. Logró su único triundo el 7 de enero, al vencer por 2 a 0 a El León; y se despidió del torneo cayendo por 2 a 1 ante Aldosivi en Tandil, finalizando tercero en el Grupo A por la primera fase de la Región bonaerense.

### En el Argentino B
En el 2000 ganó su sexto torneo en la Liga y se clasificó al Torneo Argentino B, torneo de la cuarta categoría para los indirectamente afiliados. Superó la primera etapa, quedando primero en la Zona 2 del sector sur de la Región bonaerense, pero no pudo pasar la segunda etapa, donde quedó tercero en el Grupo 2 del sector sur.
En el torneo de 2001/02, superó la primera etapa quedando primero en la Zona 3, y quedó eliminado al terminar tercero en la Zona 3 de la segunda etapa.

### En el Torneo del Interior
En 2003 ganó su séptimo torneo y en 2004 logró su primer bicampeonato, clasificando al nuevo Torneo del Interior, quinta categoría para los indirectamente afiliados. En su edición inaugural de 2005, superó el Grupo 47 quedando en primer lugar, pero quedó rápidamente eliminado ante Alumni Azuleño en los penales.
En 2005 obtuvo su primer tricampeonato en la Liga. En el Torneo del Interior 2006 realizó una buena campaña: tras superar la Zona 48, igualando el primer lugar junto a Independencia de Gonzalo Chávez, eliminó a Ferroviario de Coronel Dorrego con un global de 5 a 1, volvió a enfrentar a Independencia y lo venció por 3 a 2 en el global. Finalmente venció por 2 a 1 a Bella Vista, pero quedó eliminado por haber perdido 2 a 0 en Bahía Blanca, quedando a 2 instancias de la final por el ascenso o promoción.
En 2007 volvió a competir en el Torneo del Interior, pero quedó rápidamente eliminado al quedar cuarto en la Zona 43.

### Ascenso al Argentino B
En 2007 y 2008 ganó los primeros torneos de la Unión Regional Deportiva.
En 2008 logró alcanzar las semifinales del Torneo del Interior: superó la Zona 43 quedando en segundo puesto y eliminó a Villa Gesell, Defensores de Ayacucho y a Huracán de Saladillo, luego venció a Unión de Mar del Plata y clasificó a las semifinales. Allí cayo por 4 a 1 en Comodoro Rivadavia y venció a Huracán por 2 a 1 en Tandil, quedando fuera de la final.

#### El ascenso
En el torneo de 2009, superó la Zona 67 quedando primero. Luego eliminó en la etapa eliminatoria a Santa Teresita, Social Valense, Magdalena, y El Taladro de Las Flores. En las semifinales, enfrentó a Sports de Pergamino y se impuso en los penales luego de dos empates.
En la final, viajó a Río Gallegos, donde cayó por 2 a 0 ante Boca, poniendo fin a su invicto en el torneo pero no a su carrera por el ascenso: el 14 de junio, se enfrentaron en el Estadio San Martín de Tandil; con tantos de Lecuona y Morondo, y el momentáneo empate de D'Augero, el rojinegro finalizó el primer tiempo con un marcador abierto de 2 a 1; a los 7 minutos del segundo tiempo, llegó el 3 a 1 con el gol de Turri y, cuando parecía terminar todo en los penales, llegó el remate de Aguirre y ponía el 4 a 1 definitivo a falta de 4 minutos que le dio el ascenso al Argentino B.

### Copa Argentina y descenso
En el Torneo Argentino B 2009/10, logró evitar el descenso: disputando la Zona B, finalizó quinto en el torneo Apertura y último en el torneo Clausura. Quedando en zona de promoción, a un punto de Alvarado que aseguró la permanencia. El 30 de mayo, viajó a General Pico para enfrentar a Ferro Carril Oeste, y se impuso por 3 a 0. El 6 de junio, terminó de asegurar la permanencia venciendo por 3 a 1.
En el torneo de 2010/11, compitió en la Zona B. Al quedar en cuarto lugar, a 3 puntos de Racing de Olavarría, quedó fuera de la Segunda Fase.

#### Debut en la Copa Argentina
El 7 de septiembre de 2011, debutó en la Copa Argentina, que volvía a disputarse tras más de 40 años. El club, que enfrentó a Alvarado en el José María Minella de Mar del Plata, comenzó perdiendo con el gol de Cornejo a los 11 minutos, pero a los 29 minutos del segundo tiempo Cuestas puso el empate definitivo. Finalmente, Alvarado se impuso 3 a 2 en los penales.

#### El descenso
En el torneo de 2011/12, realizó una floja campaña en la Zona 2. El 24 de marzo de 2012 consiguió su sexto y último triunfo en el torneo, al vencer a Bella Vista en Bahía Blanca por 3 a 1. Llegó a la última fecha en zona de promoción, con la necesidad de ganar para no depender de otros resultados. El 10 de abril, Independiente caía por 3 a 0 ante Villa Mitre en Tandil, pero el triunfo de Racing de Trelew lo terminó condenando al descenso directo. Se despidió del torneo terminando último en su zona con 25 puntos.
A pesar del descenso, donde debía retornar a la Liga, fue invitado por el Consejo Federal al 
Torneo del Interior de 2013, donde superó la Zona 82 al quedar segundo, pero quedó rápidamente eliminado ante Azul.
En 2013 ganó su tercer torneo de la Unión y se clasificó al Torneo del Interior de 2014, donde superó la zona 15 al quedar primero por diferencia de gol, pero quedó eliminado al caer en los penales ante Estudiantes de Olavarría por los cuartos de final.

### En el Federal C
En 2015 disputó el Torneo Federal C, que había reemplazado al Torneo del Interior. Allí superó la Zona 15 al quedar primero de manera invicta. Luego venció a El León de General Madariaga y a Barrio Traut. En las semifinales, cayó por 3 a 0 ante Villa Montoro, y quedó fuera de las finales por el ascenso. También ganó su cuarto título en la Unión Regional.
En el torneo de 2016, superó la Zona 11 al quedar segundo. Luego venció a Huracán de Ingeniero White por 2 a 0 y 2 a 1, y a Huracán de Carlos Tejedor en los penales. En los cuartos de final, tras 2 empates, cayó en los penales ante All Boys de Santa Rosa.

### Ascenso al Federal B
En 2016 obtuvo un nuevo bicampeonato en la Unión Regional Deportiva y clasificó nuevamente al Federal C.
En el torneo, quedó primero en la Zona 8 y accedió directamente a la segunda fase, donde venció a Embajadores de Olavarría en los penales. En semifinales, venció a Racing de Olavarría en los penales. 
El 7 de mayo se disputó en Tandil la primera final ante Costa Brava. A los 26 minutos, Turri puso el 1 a 0 para el rojinegro, mientras que Palacios puso el empate al minuto de descuento. En el segundo tiempo, Baquero puso el 2 a 1 definitivo para el local. El día 14 se jugó en General Pico el segundo partido y, con gol de Porta a los 22 minutos del segundo tiempo, Independiente venció por 1 a 0 y obtuvo el ascenso al Federal B.

### Retorno a la Liga
Luego de meses de incertidumbre sobre el inicio del certamen, el 8 de junio debutó en el Federal B, compitiendo por la Zona B de la Región Pampeana Sur, igualando 1 a 1 con Independiente de San Cayetano. Ocho días después, consiguió su primer triunfo, por 3 a 1 ante Riestra. A pesar del buen comienzo, luego de su primer derrota en la última fecha de la primera rueda, acarrearía una racha negativa sin ganar el resto del torneo quedando fuera de la pelea. Se despidió del torneo el 18 de noviembre igualando por 3 a 3 ante Círculo Deportivo.
En 2018 se confirma la eliminación del Federal B, siendo reemplazado por el nuevo Torneo Regional Federal Amateur. El club, junto con los equipos que competían en el torneo, fueron incorporados al torneo donde, los que no obtenían el ascenso, retornarían a sus respectivas ligas. Sin embargo, Independiente terminó renunciando al torneo, y retornó a disputar exclusivamente en su liga.

### Actualidad
En 2021, logró el subcampeonato en la Unión Regional Deportiva, quedando por detrás de Santamarina.
En 2023 se consagró campeón del Clausura 2023 de la URD y clasificó a la final del campeonato, donde cayó por 1 a 0 y 2 a 0 ante Gimnasia y Esgrima.

## Jugadores

### Plantel 2022
- Actualizado el 23 de Marzo de 2022

## Palmarés
| Torneos nacionales        | Torneos nacionales | Torneos nacionales |
| Competición               | Títulos            | Subcampeonatos     |
| ------------------------- | ------------------ | ------------------ |
| Torneo del Interior (1/0) | 2009.              |                    |
| Torneo Federal C (1/0)    | 2017.              |                    |

| Torneos regionales              | Torneos regionales                                    | Torneos regionales |
| Competición                     | Títulos                                               | Subcampeonatos     |
| ------------------------------- | ----------------------------------------------------- | ------------------ |
| Liga Tandilense de fútbol (9/0) | 1929, 1936, 1982, 1985, 1989, 2000, 2003, 2004, 2005. |                    |
| Unión Regional Deportiva (4/3)  | 2007, 2008, 2013, 2015.                               | 2009, 2021, 2023.  |

## Datos del club
- Temporadas en la segunda categoría del fútbol argentino (2):
  - Torneo Regional (2): 1982 y 1985-86.

- Temporadas en la tercera categoría del fútbol argentino (1):

- - Torneo del Interior (1): 1989-90

- Temporadas en la cuarta categoría del fútbol argentino (6):

- - Torneo Argentino B (5): 2000/01, 2001/02, 2009/10, 2010/11 y 2011/12.

- - Torneo Federal B (1): 2017.

- Temporadas en la quinta categoría del fútbol argentino (10):

- - Torneo del Interior (7): 2005, 2006, 2007, 2008, 2009, 2013 y 2014.

- - Torneo Federal C (3):2015, 2016 y 2017.

- Máxima goleada a favor en torneos AFA: 4 - 0 Vs Bella Vista (8 de diciembre de 2010 - Fecha 13 Primera Ronda Torneo Argentino B 2010/11).
- Máxima goleada en contra en torneos AFA: 0 - 7 Vs Liniers (Bahía Blanca) (2012 - Fecha 27 Primera Ronda Torneo Argentino B 2011/12).
- Mejor temporada en torneos AFA: 3.º Segunda Ronda en Torneo Argentino B (2000/01 y 2001/02).
- Peor temporada en torneos AFA: 4.º Zona 43 (Primera Ronda) en Torneo del Interior (2007).